# Onigiri (videojuego)
Onigiri (鬼斬, lit. Cortador de Demonio) es un MMORPG de acción hecho por CyberStep. Está situado en una tierra de fantasía que recuerda al antiguo Japón en la cual los humanos y los no humanos como los Oni y otros Youkai coexisten. El juego fue publicado en Japón el 6 de febrero de 2014 y en Norteamérica el 1 de julio de 2014. La versión en inglés de las consolas fueron publicadas el 2 de octubre de 2015 para el Xbox One y el 6 de octubre de 2015 para el PlayStation 4. El título del juego significa "Cortador de Oni", reflectante al fondo de los personajes del jugador como un Oni; el título también puede tomarse como un juego de palabras de onigiri, la bola de arroz Japonesa.

## Sinopsis
El juego está situado en un Japón antiguo de fantasía que está lleno de criaturas mitológicas. Muchos años atrás el terrible Kamikui dejó un sendero de muerte y destrucción a través de todo el país antes de ser detenido por la diosa del Sol, Amaterasu Oomikami. La diosa dejó tres grande Sellos que forzaron a Kamikui a retirarse. Ahora uno de esos Sellos fue destrozado.
El personaje del jugador es un Oni cuya pacífica vida en la isla Occidental de Onigashima es perturbada por la resurrección del Kamikui.

## Modo de juego
El juego tiene diferentes servidores para las versiones de PC, Xbox One, y PS4 pero el modo de juego es el mismo para todas las versiones.
A diferencia de la mayoría de los otros MMORPG que tienen diferentes razas o clases, en Onigiri el jugador solo puede jugar como un Oni y la elección de una clase consiste en elegir un arma favorable para especializarse en ella. Cuando se crea el personaje, el jugador elige uno de cinco rasgos que determinaran que arma puedan utilizar. Los rasgos son Poder (Hacha, Oodachi, Lanza, y Espada), Defensivo (Lanza y Bastón), Tipo (Bastón y Varita mágica), Atrevido (Hacha, Oodachi, Espadas Dobles, Arco, y Espada), y Cauteloso (Espadas Dobles, Arco y Varita mágica). Los personajes pueden subir sus estadísticas base: Poder, Vitalidad, Sabiduría, Mente y Destreza.

### Sistema de compañeros
En Onigiri el jugador tiene ocho compañeros NPC con cada uno teniendo personalidades y habilidades distintas. El cual se puede mejorar a medida que adquieren más afecto por el jugador. Los niveles de afecto pueden incrementarse por darde a los compañeros regalos que ellos prefieran.

## Personajes
Shizuka Gozen (静御前)
Seiyū: Aina Suzuki
Su estatura es de 158cm, su tipo de sangre es O, su cumpleaños es el 8 de abril y sus medidas son 85-58-83.
Yoshitsune (義経)
Seiyū: Eriko Matsui
Su estatura es de 156cm, su tipo de sangre es A, su cumpleaños es el 18 de septiembre y sus medidas son 77-55-79.
Ibaraki Dōji (茨木童子 Ibaraki Douji)
Seiyū: Suzuko Mimori
Su estatura es de 177cm, su tipo de sangre es B, su cumpleaños es el 3 de febrero y sus medidas son 98-62-91.
Kaguya (かぐや)
Seiyū: Izumi Kitta
Su estatura es de 160cm, su tipo de sangre es AB, su cumpleaños es el 15 de agosto y sus medidas son 90-57-80.
Amaterasu (あまてらす)
Seiyū: Natsuko Hara
Su estatura es de 142cm, su tipo de sangre es A, su cumpleaños es el 1 de enero y sus medidas son XX-52-XX.
Veronica Vasilievuna Voinitskaya (ヴェロニカ・ワシーリエヴナ・ヴォイニーツカヤ Veronika Vashīrievuna Voinītsukaya)
Seiyū: Yuki Nakashima
Uzume (うずめ)
Seiyū: Monya Nakane
Kijimuna (キジムナー)
Seiyū: Nozomi Kishita
Sakura (さくら)
Seiyū: Suzuko Mimori
Su estatura es de 157cm, su tipo de sangre es O, su cumpleaños es el 12 de diciembre y sus medidas son 84-55-83.
Zin (ジン Jin)
Su estatura es de 174cm, su tipo de sangre es AB y su cumpleaños es el 18 de diciembre.
Narrador
Seiyū: Katsuyuki Konishi

## Otros medios

### Anime
Una adaptación a anime del juego fue anunciada por CyberStep el 27 de enero de 2016 y actualmente está en producción. Comenzó a emitirse el 7 de abril de 2016 en Tokyo MX y BS Fuji. El anime es producido por Pierrot+, con Takashi Yamamoto dirigiendo la serie, Takamitsu Kouno se encarga de la composición de la serie, Takashi Aoshima y Atsushi Oka escriben los guiones. Yukiko Ibe es el diseñador de los personajes y es el director de animación en jefe de la serie.

#### Lista de episodios
| Núm. | Título                                                        | Fecha de emisión    |
| ---- | ------------------------------------------------------------- | ------------------- |
| 1    | "El Telón se Levanta en Onigiri" "Onikiri kaimaku" (鬼斬開幕) | 7 de abril de 2016  |
| 2    | "La Caja de Pandora" "Mōryōbakko" (魍魎跋扈)                  | 14 de abril de 2016 |
| 3    | "Hakata Ardiente" "Hakata enjō" (博多炎上)                    | 21 de abril de 2016 |
| 4    | "Llevado a la Oscuridad" "Anchūhiyaku" (暗中飛躍)             | 28 de abril de 2016 |
| 5    | "Votos Maritales" "Hiyokurenri" (比翼連理)                    | 5 de mayo de 2016   |
| 6    | "Primer Premio en la Lotería" "Ichiban tomikuji" (一番富籤)   | 12 de mayo de 2016  |
| 7    | "Soñando una Vida Lejana" "Suiseimushi" (酔生夢死)            | 19 de mayo de 2016  |
| 8    | "Un Sueño Transcendente" "Utakata no yume" (泡沫之夢)         | 26 de mayo de 2016  |
| 9    | "El Dolor de la Separación" "Aibetsuriku" (愛別離苦)          | 2 de junio de 2016  |
| 10   | "Ilusiones de Sueños" "Mugenhōyō" (夢幻泡影)                  | 9 de junio de 2016  |
| 11   | "La Batalla de los más Fuertes" "Ryūtōkosō" (竜闘虎争)        | 16 de junio de 2016 |
| 12   | "Con Gran Espiritu" "Kienbanjō" (気焔万丈)                    | 23 de junio de 2016 |
| 13   | "Onigiri Final" "Onikiri heimaku" (鬼斬閉幕)                  | 30 de junio de 2016 |